# Kirche zum gekreuzigten Heiland (Graz)

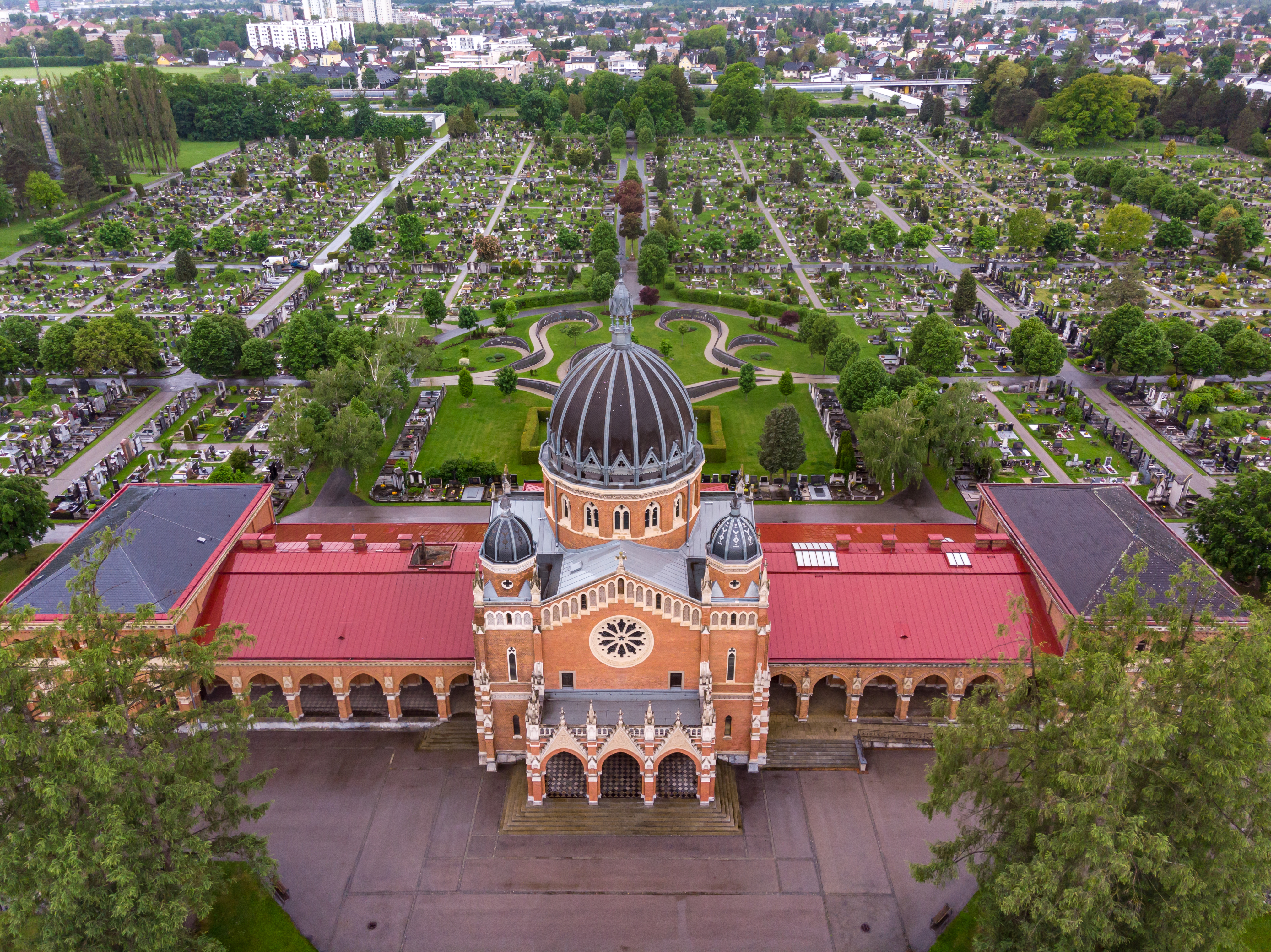
Luftaufnahme Kirche und Friedhof

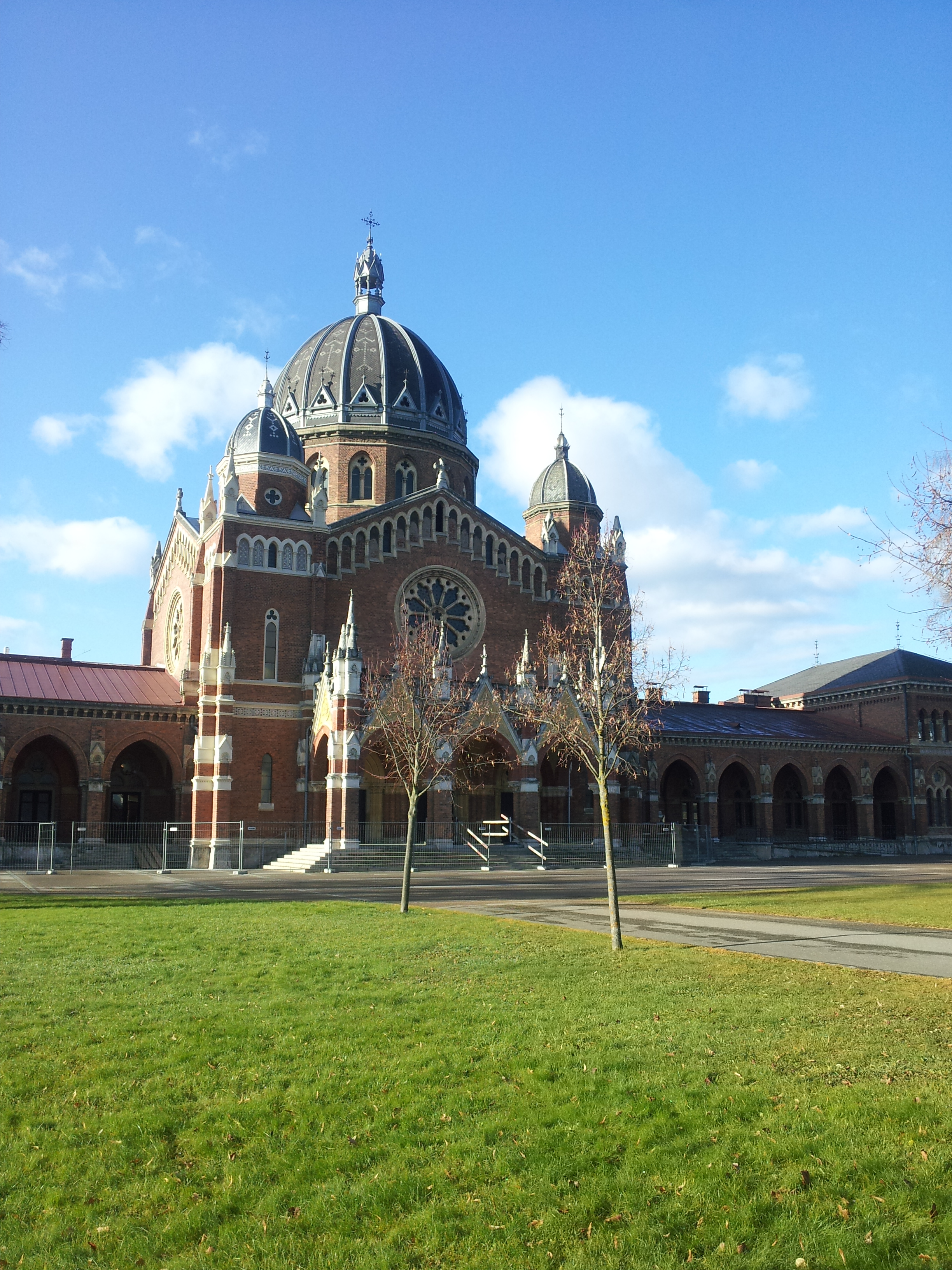
Kirche zum gekreuzigten Heiland am Grazer Zentralfriedhof

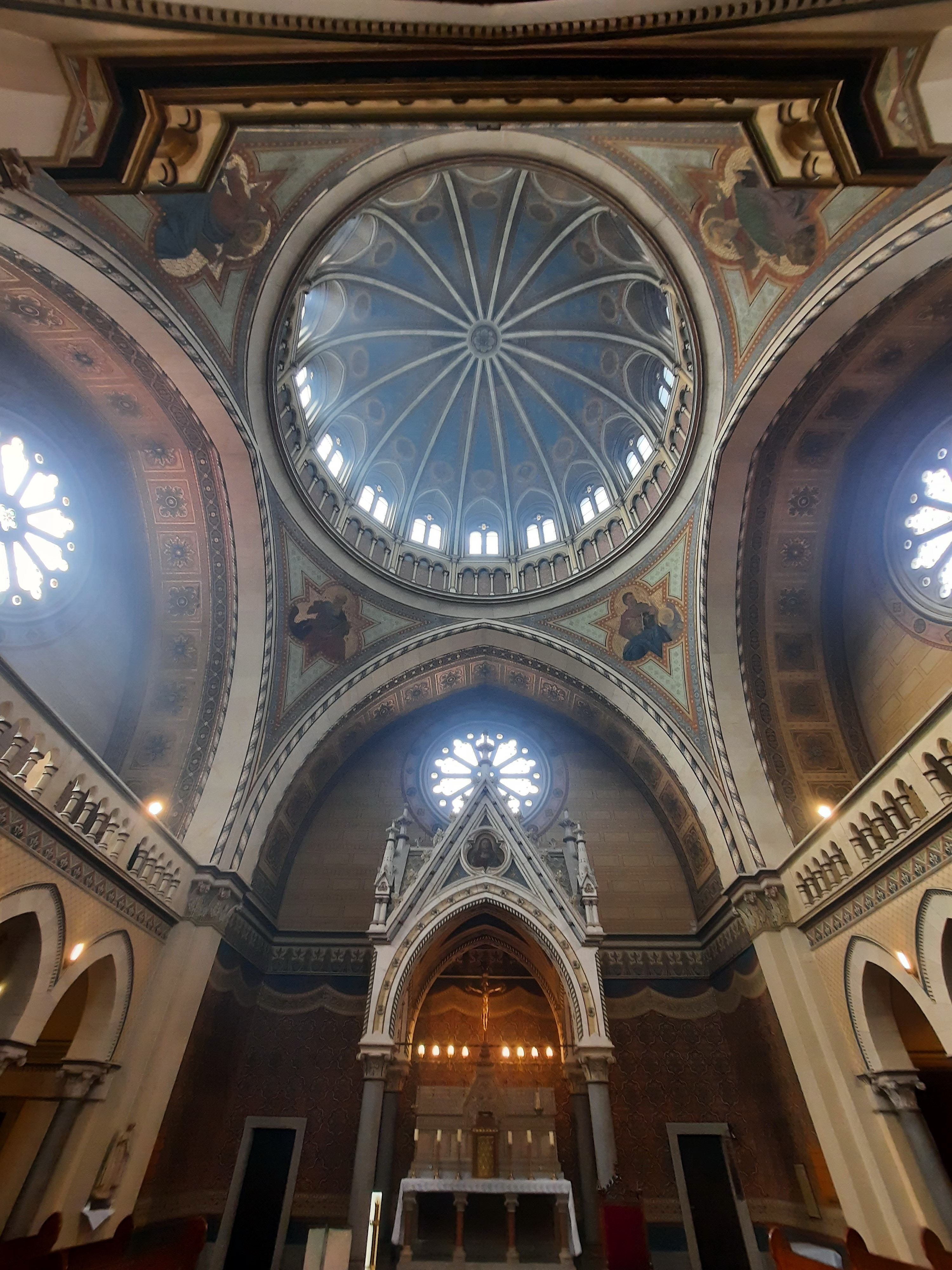
Zentrale Kuppelhalle mit Ziborium

Die römisch-katholische Kirche zum gekreuzigten Heiland befindet sich am Grazer Zentralfriedhof. Bis 5. Jänner 2025 wurde sie von der serbisch-orthodoxen Kirchengemeinde in Graz genutzt und war den Slawenaposteln Kyrill und Method zugesprochen. Die Kirche ist im 5. Grazer Stadtbezirk Gries zu finden.

## Geschichte
Der Sakralbau befindet sich auf dem Areal des Grazer Zentralfriedhofs und wurde im neugotischen Backsteinstil, wie auch die übrigen Gebäude des Friedhofs, vom Architekten Carl Lauzil entworfen. Die heutige Kirche wurde als Einsegnungshalle konzipiert, ab 1886 errichtet und am 4. Oktober 1895 als römisch-katholische Heilandskirche gesegnet. Erst als der Ziboriumaltar fertiggestellt war, fand am 14. Mai die Konsekration statt. Im Jahr 1918 wurde die Einsegnungshalle zur Kirche zum gekreuzigten Heiland umbenannt und ab 1939/40 zeitweise in den Rang einer selbständigen Pfarrkirche erhoben. 1996 wurde die Pfarrgemeinde aufgelöst, der Pfarre Graz-St. Johannes unterstellt, und die Kirche der Serbisch-Orthodoxen Diözese für Mitteleuropa für die Steirische Kirchengemeinde zur Verfügung gestellt. Am 5. Jänner 2025 endete der Nutzungsvertrag. Das Bauwerk ist weiterhin im Besitz der römisch-katholischen Kirche und wird für verschiedene Feiern, speziell für Requien, benutzt.

## Architektur und Gestaltung

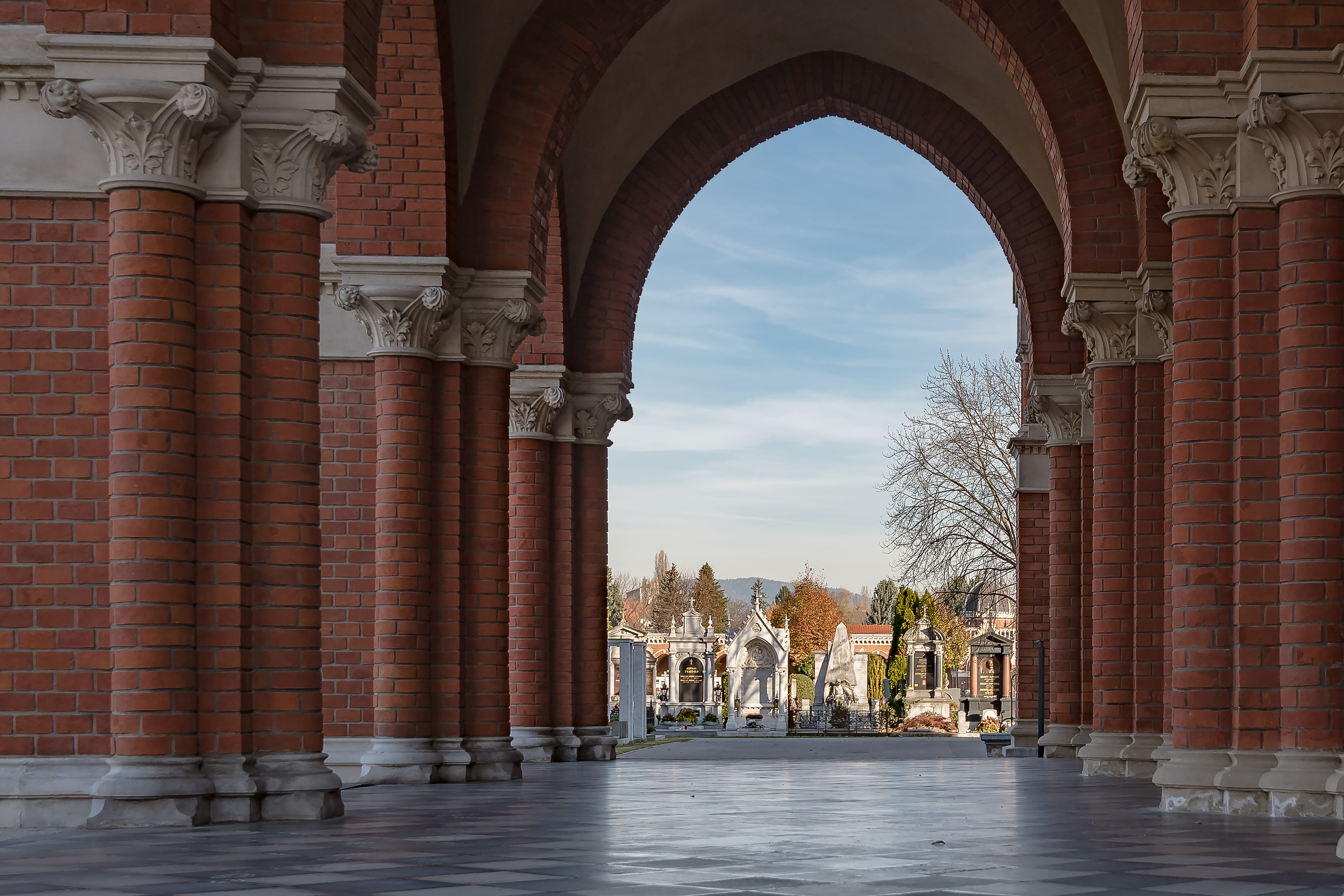
Blick nach Norden durch den Arkadengang des Seitenflügels der Kirche

Markant für das Sakralgebäude, das in der Mittelachse des Zentralfriedhofs gelegen ist, ist der fast quadratische Grundriss und die mächtige zweischalige Kuppel, die von zwei kleineren Kuppeln flankiert wird. Der Zentralbau ist im Süden und Norden durch Arkadengänge mit dem Einsegnungs- und Aufbahrungssaal verbunden. In die Seitenmauern sind monumentale Radfenster eingelassen. Im Inneren des Rohziegelbaus schmücken die vier Evangelisten den Übergang zur Kuppel. Am Hochaltar befindet sich eine Darstellung des Erlösers. Das Ziborium befindet sich unterhalb der Kuppel und ist aus hellem Sandstein gefertigt.
Nach mehr als 100 Jahren waren an dem Backsteinbau zahlreiche Schäden durch Frost und winterliche Witterung entstanden, weshalb die Fassade umfassend restauriert werden musste. Die Arbeiten, „für die es zahlreiche Gewerke brauchte, vom Steinmetz über Stuck- und Putzspezialisten, bis hin zum Bildhauer, Tischler und Maurer“ wurden im Oktober 2021 abgeschlossen.

## Sonstiges
Der 29-jährige Metalldreher Rudolf Wlasak, der 1896 bei den Bauarbeiten an der Kirche verstarb, war gleichzeitig der erste Bestattete am Zentralfriedhof.